# Taussac-la-Billière
Taussac-la-Billière è un comune francese di 470 abitanti situato nel dipartimento dell'Hérault nella regione dell'Occitania.

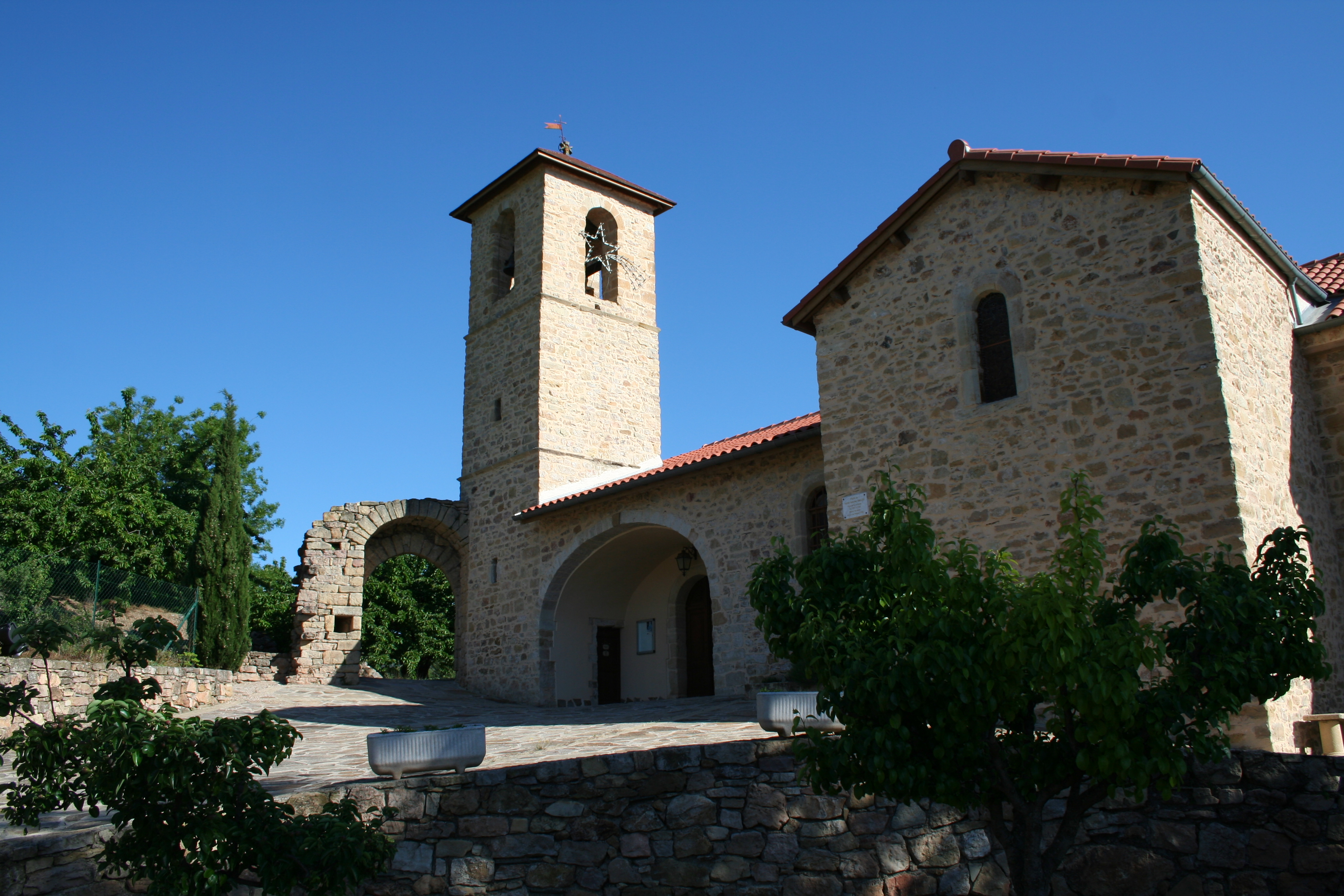
Chiesa.

## Società

### Evoluzione demografica
Abitanti censiti